# Campsosternus bimaculatus
Campsosternus bimaculatus là một loài bọ cánh cứng trong họ Elateridae. Loài này được Jiang miêu tả khoa học năm 1991.